# Jiří Orlíček
Jiří Orlíček (* 18. března 1959) je bývalý český fotbalista. Po skončení aktivní kariéry působí jako trenér v nižších soutěžích.

## Fotbalová kariéra
V československé lize hrál za SK Dynamo České Budějovice. V československé lize nastoupil ve 45 utkáních a dal 4 góly.

## Ligová bilance
| Ročník                                   | Zápasy | Góly | Klub                       |
| ---------------------------------------- | ------ | ---- | -------------------------- |
| 1. československá fotbalová liga 1985/86 | 20     | 2    | SK Dynamo České Budějovice |
| 1. československá fotbalová liga 1986/87 | 25     | 2    | SK Dynamo České Budějovice |
| CELKEM                                   | 45     | 4    |                            |